# Balatik (voilier)
Le Balatik est une réplique de grand paraw traditionnel phillipin à deux mâts (plus de 22m de long). Il est construit à Palawan entre 2012 et 2014 avec les méthodes traditionnelles.

## Contexte et initiation du projet de construction
En novembre 2012, une équipe dirigée par l'artisan Gener Paduga, en collaboration avec l'organisation Tao Philippines commence la construction d'une réplique de grand paraw à Palawan. Après avoir assisté à la richesses des traditions de navigation des autochtones dans l'océan Indien, Gener Paduga a décidé de faire revivre les traditions de construction et de navigation des autochtones, presque disparues des Philippines. Les voiliers, qui étaient autrefois utilisés dans toutes les îles, ont fortement décliné après la généralisation des moteurs dans les années 1970,.  

## Construction
L'équipe était composée de plusieurs charpentiers de bateaux traditionnels des îles de Cagayancillo et de Romblon. Le bateau a été entièrement construit à l'aide de techniques autochtones et comportait également des motifs complexes conçus par deux maîtres sculpteurs du peuple autochtone de Palaw'an. Le bateau a été achevé en mars 2014 et a été officiellement nommé Balatik.

## Description
Le Balatik mesure 22,55 m de long pour une largeur maximale de 2,74 m,,. Il possède deux mâts, équipés chacun de deux voiles : une grande voile basse austronésienne et un flèche manœuvré par trois ou quatre personnes. 

## Activité
Le bateau est actuellement utilisé à la fois pour le tourisme et pour des projets dans le cadre de la Fondation Tao Kalahi à Palawan.